# Яблуневий Спас
«Яблуневий Спас» — міжнародний пісенно-поетичний фестиваль, що вперше відбувся 9 серпня 2015 у селі Яблунів Гусятинського району Тернопільської області.
Участь у фестивалі взяли співаки, поети-читці, музиканти із Вінницької, Закарпатської, Івано-Франківської, Київської, Хмельницької, Миколаївської, Львівської та Тернопільської областей України, а також зі Словенії. Фестиваль характеризується як великою кількістю виконавців (більше 60-ти), так і жанровою різноманітністю. У 2022 році "Яблуневий спас" відбувся як благодійний захід по збору коштів для потреб ЗСУ.

## Організатори
Поет-пісняр Іван Кушнір і літератор Іван Бандурка.

## Учасники  першого фестивалю
Відкриття фестивалю відбулося у будинку культури славнем на слова та музику поета-пісняра І. Кушніра.
Участь у фестивалі взяли:
- духовий оркестр місцевої музичної школи,
- отці Андрій Юськів і Василь Погорецький,
- виконуюча обов'язки сільського голови Яблунова Ярослава Ткачик,
- голова українсько-словенської дружби, член словенсько-українського товариства «Берегиня» та засновниця у Словенії однойменного фестивалю пані Галина Маловшек,
- ведучі фестивалю Руслана Савка і Володимир Білик,
- воїни-яблунівчани, учасники АТО Іван Мацик і Руслан Стефанців, які повернулися зі Сходу на відпочинок, а також родичі військовослужбовців Михайла Пиріжка, Степана Ядловського, Ярослава Федоріва, Володимира Балабуха, що служать у зоні воєнних дій,
- співак, доцент Тернопільського державного медичного університету, заслужений артист естрадного мистецтва України Юрій Футуйма,
- співаки Ярослава Декалюк, Іван Мацик, Юлія Сигіль, Марія Шимків, Каріна Маловшек, Вікторія Ярема, Наталія Мілевська, Олександр Климів, Микола Кучмій, Оля Добровольська, Наталія Пасовиста, Юлія Хандужинська,
- музиканти гурту «Закарпатські русини» з Дубового Тячівського району,
- музикант, студент Київської національної музичної академії Ярема Юшкалюк,
- самодіяльний брас-квінтет «Брати» (керівник Андрій Гарасюк),
- саксофоніст, наймолодший учасник фестивалю Данилко Бойко,
- студентка Одеської національної музичної академії ім. А. Нежданової Лілія Кушнір,
- вірші та гуморески читали заслужений діяч мистецтв України, артист і режисер Орест Савка, поети Василь Погорецький, Микола Базів, Михайло Тарабій, Наталія Данилюк, Олександра Туєшин, Олександра Кара, Марія Гуменюк, Любов Печінка, Орест Чоловічок, Юлія Нестерович, Зоряна Матемаш, Ярослав Дзісяк, Любов Сердунич, Віра Шурман, Павло Ризванюк,
- правнучка Івана Франка, поетеса Олеся Франко з подругами Марією Христонько, Наталією і Катериною Мельниками,
- композитор Віктор Прохоров та культурний діяч Анатолій Мацейків.

## Джерело
- І. Журавка. «Яблуневий Спас» об'єднує українців // Вісник Надзбруччя. — № 33 (7354) від 14 серпня 2015. — С. 1, 5.